# Dragon Ball GT
Pour les articles homonymes, voir Dragon Ball (homonymie).
Autre
Dragon Ball GT (ドラゴンボールGT, Doragon Bōru Jī-Tī) est une série télévisée d'animation japonaise en 64 épisodes de 22 minutes, produite par le studio Toei Animation. Elle est diffusée initialement du 7 février 1996 au 19 novembre 1997 sur Fuji TV, remplaçant alors Dragon Ball Z dans la plage horaire du mercredi à 19h.
Dragon Ball GT est par la suite remplacée par la seconde série animée Dr. Slump. Contrairement aux séries Dragon Ball et Dragon Ball Z, elle n'est pas adaptée du manga original d'Akira Toriyama.

## Histoire

### Synopsis
L'histoire se déroule dix ans (cinq ans dans la version japonaise) après la fin de la série animée Dragon Ball Z. Sangoku termine l'entraînement de Oob dans le palais du Tout-Puissant.
Pilaf, l'ennemi de Sangoku depuis les débuts de Dragon Ball souhaite utiliser les Dragon Balls pour dominer le monde. Il a découvert l'existence d'anciennes Dragon Balls créées par le Tout Puissant (Kami-sama) avant qu'il se sépare de Piccolo Daimaô (sa part maléfique) dans le Palais du Tout-Puissant. Il invoque donc Kyûkyoku Shenron qui est de couleur rouge (contrairement au Shenron classique qui est vert). Comme d'habitude, Pilaf rate son vœu et Kyûkyoku Shenron change Son Goku en enfant. Malheureusement, ces Dragon Balls maléfiques (créées par un Tout-Puissant encore imparfait), non seulement se dispersent dans tout l'univers (alors que les Dragon Balls classiques se dispersent sur la Terre uniquement) mais détruisent également au bout d'un an, la planète où a été prononcé le vœu. Son Goku a donc un an pour les réunir et empêcher la désintégration de la Terre. Il part avec Trunks et Pan à la recherche des boules de cristal éparpillées dans toute la galaxie.

### Développement
L'histoire de Dragon Ball GT se répartit en quatre arcs.

#### À la recherche des Dragon Balls aux étoiles noires
Cet arc s'étend des épisodes 1 à 21.
Son Goku (redevenu petit), Pan et Trunks partent dans l'espace pour retrouver les Dragon Balls aux étoiles noires. Il y a généralement un ennemi par épisode.
Cet arc se focalise principalement sur Son Goku, Trunks et Pan, et délaisse quelque peu les autres personnages.
Durant leur voyage, Son Goku, Trunks et Pan rencontrent un petit robot nommé Guigui qu'ils prennent en otage après avoir avalé le Dragon Radar, et finissent par devenir ses amis.
Après avoir vécu de nombreuses péripéties, ils font la connaissance du Professeur Myû. En quête de pouvoir, le Professeur Myû crée Baby, une machine mutante, issu du peuple des Tsufuls, anéantis il y a des années par les Saiyans, pour le protéger et le maintenir en vie. Découvert puis vaincu par Goku, Trunks et Pan, Baby s'enfuit après avoir récupéré la Dragon Ball qu'il avait inséré dans le professeur Myû, afin de gagner en puissance et ainsi se développer.

#### Baby, le bébé mutant
L'arc principal de Dragon Ball GT. Il s'étend des épisodes 22 à 40. C'est avec cet arc que la série retrouve son côté "action" avec plus de combats et le retour de Vegeta, Son Goten et les autres.
Baby, après s'être développé en absorbant des êtres vivants, peut désormais s'implanter dans des corps humains afin de les contrôler. Ainsi, il prend le contrôle de Son Gohan et Son Goten mais surtout de Vegeta. Lorsque Son Goku arrivera sur Terre, il affrontera Baby dans le corps de Vegeta et deviendra même Super Saiyan de niveau 4. Son Goku, sous sa forme de Super Saiyan de niveau 4, finira par tuer Baby en lui lançant un Kaméhaméha sur son vaisseau qui finit dans le Soleil alors qu'il essayait de s'enfuir.
Cet arc voit le retour de Oob et sa fusion avec Boo, le retour de la queue de Son Goku, la naissance du singe géant en Super Saiyan, le Super Saiyan 4 et le sacrifice de Piccolo.

#### Super C-17, le retour des cyborgs
L'arc le plus court de toute la trilogie Dragon Ball : il s'étend des épisodes 42 à 47 (l'épisode 41 est un épisode indépendant centré sur un tournoi d'arts martiaux). Il raconte comment le professeur Myû et le Dr Gero s'allient afin de faire fusionner deux C-17, un du présent et un autre à peine fabriqué ce qui aura pour effet de créer Super C-17, la forme de vie artificielle ultime.
Ils échafaudent, par la même occasion, un plan pour piéger Son Goku en enfer et libérer tous les ennemis qu'il a tués (sauf Cell et Freezer, qu'il combattra en enfer). Une fois de retour sur Terre, Son Goku se retrouve en difficulté face à C-17, car ce dernier absorbe l'énergie qu'il lui envoie. C-18 aide Son Goku à le détruire.

#### Les dragons maléfiques
Le dernier des arcs. Il s'étend des épisodes 47 à 64, et explique pourquoi Rou Dai Kaio Shin voyait d'un mauvais œil l'utilisation intensive des Dragon Balls : en effet, à chaque fois qu'un vœu est fait, de l'énergie négative (Minus) s'accumule dans les Dragon Balls, jusqu'à les faire craquer. C'est ce qui arrive dans cet arc, et des dragons maléfiques naissent des Dragon Balls : il y en a sept au total, chacun né d'un souhait fait dans la série et portant le nom d'une des Dragon Balls.
La première partie de l'arc rappelle le début de Dragon Ball GT avec Pan et Son Goku qui partent affronter les dragons, qui se révèlent plutôt faibles et ne durent souvent pas plus d'un épisode.
La deuxième partie de l'arc mise en revanche bien plus sur l'action, avec le combat contre Suu Shenron et San Shenron, les frères rivaux de glace et de feu, et surtout celui contre Li Shenron qui absorbe les précédents dragons.
Cet arc voit Vegeta passer Super Saiyan 4 puis fusionner avec Son Goku en Gogeta Super Saiyan 4, mais leur fusion s'achève avant d'avoir pu donner le coup final avec un Big Bang Kamehameha, ce qui va extraire les Boules de Cristal. Li Shenron revient et conserve sa forme de Super Li Shenron, Gogeta réplique avec un Big Bang Kamehameha mais la fusion s'estompe, le Super Saiyan 4 ayant dépensé une trop grande quantité d'énergie. 
Finalement, Son Goku, manquant d'énergie pour se maintenir au niveau de Super Saiyan 4, terrasse Li Shenron avec un Genki Dama composé de l'énergie des personnes de tout l'univers. Une fois les sept dragons vaincus, Shenron indique que dorénavant, les héros ne pourront plus utiliser les Dragon Balls et devront se débrouiller par eux-mêmes pour résoudre leurs problèmes. Son Goku part avec le dragon, absorbe les sept Dragon Balls et disparaît avec Shenron. Ce qu'il advient réellement de Son Goku reste un mystère.

### Dénouement
La fin de la série présente une perspective sur le futur (Cent ans après). Dragon Ball GT se termine sur des extraits des trois séries et des dessins inédits de Son Goku par Akira Toriyama sur fond de Dan Dan.

## L’univers deDragon Ball GT
L'univers de Dragon Ball GT se veut foncièrement différent des précédentes séries adaptées de l'univers Dragon Ball. Cela est principalement dû au caractère original de l’œuvre : en effet, contrairement à Dragon Ball Z qui suivait trait pour trait la trame scénaristique du manga initié par Akira Toriyama, cet opus se veut totalement novateur dans son développement en introduisant des éléments extérieurs au support papier. On peut citer notamment l'introduction d'une nouvelle transformation Super Saiyan 4, de Super C-17 la version améliorée de C-17 ou encore de dragons maléfiques issus des boules de cristal.
Par ailleurs, il est important de citer le caractère plus bref de cette série dépassant auparavant les 100 épisodes, cette série s'arrêtera au bout de 64 épisodes.
Enfin, il faut noter un développement étendu de l'univers Dragon Ball à travers cette série qui raconte la quête des boules de cristal à travers l'espace, et approfondit plusieurs arcs laissés en suspens un peu plus tôt. C'est le cas de l'histoire des Saiyans, le peuple de Sangoku et Vegeta qui sera développée à travers le personnage du Professeur Myû (celui-ci étant descendant des Tsufuls, peuple anéanti par les Saiyans) ou encore de l'impact de l'utilisation abusive des Dragon Balls.

## Analyse de l’œuvre

### Participation d’Akira Toriyama
Si Akira Toriyama n'a pas écrit l'histoire de la série, il a tout de même participé à sa création, en dessinant les nouveaux looks de Sangoku, Trunks et Pan, ainsi que plusieurs dessins, dont certains ont été utilisés pour illustrer le premier générique de fin (Hitori ja nai). Il a également réalisé le design de certains nouveaux personnages (et de robots), tels que Giru (qu'il avait baptisé Ojama, nom que la Toei a refusé) et Baby ; choisi le titre, vérifié le scénario de la Tōei et donné quelques conseils. En 2005, il s'occupa de l'éditorial de la Dragon Ball GT DVD Box au Japon, ainsi que de son design, en dessinant Son Goku en Super Saiyan 4 sous plusieurs poses.
Toriyama s'est rarement exprimé à propos de la série ; toutefois, dans une interview du Shenron Times Issue 7, il qualifie le travail effectué par Toei Animation de bon, et que la nouvelle jeunesse de Sangoku lui plaît au point qu'il aurait presque envie de continuer le manga, mais s'avoue soulagé d'être débarrassé des échéances à respecter.

### Audience
Au Japon, la série a atteint une audience de 19,7 % pour le premier épisode puis 14,6 % en moyenne.

## Anime

### Série télévisée

#### Fiche technique
- Titre original : ドラゴンボールGT (Doragon Bōru Jī Tī)
- Titre français : Dragon Ball GT
- Réalisation : Osamu Kasai
- Musique : Akito Tokunaga
- Société de production :  Toei Animation
- Pays d'origine :  Japon
- Langue originale : Japonais
- Genre : Action, Science-fiction
- Nombre d'épisodes, licence, date de sortie :
  -  Version japonaise : 64, Toei Animation, du 2 février 1996 au 19 novembre 1997 sur Fuji TV, Animax
  -  Version française : 64, AB Production, [Quand ?] sur NT1, TMC Monte Carlo, RTL9, Mangas, MCM, Game One

#### Musiques
Les musiques de fond de Dragon Ball et Dragon Ball Z étaient composées par Shunsuke Kikuchi, celles de Dragon Ball GT sont dues à Akito Tokunaga.
Les musiques d'accompagnement de Dragon Ball GT se différencient de celles de Dragon Ball Z par des sonorités plus modernes, un peu plus pop et moins classiques.
La série a connu quatre génériques de fin différents et un générique d'ouverture décliné en deux versions :
- Générique de début
  1. Dan Dan Kokoro Hikarete 'ku (Petit à petit, tu charmes mon cœur)
    - Paroles : Izumi Sakai, musique : Tetsurō Oda, arrangements : Takeshi Hayama, chant : Field of View
      - Première version : épisodes 1 à 26
      - Deuxième version : épisodes 27 à 64

- Génériques de fin
  1. Hitori ja nai (Je ne suis pas seul)
    - Paroles : Shûichi Ikemori, musique : Tetsurō Oda, arrangements : Hiroto Furui, chant : Deen
    - Utilisé des épisodes 1 à 26.

  2. Don't you see ! (Ne vois-tu pas !)
    - Paroles : Izumi Sakai, musique : Seiichirō Kuribayashi, arrangements : Takeshi Hayama, chant : Zard
    - Utilisé des épisodes 27 à 41.

  3. Blue Velvet (Velours bleu)
    - Paroles : Aeri, musique : Hatake, arrangements : Hatake, chant : Shizuka Kudō
    - Utilisé des épisodes 42 à 50.

  4. Sabitsuita Machine gun de Ima o Uchinukō
    - Paroles : Miho Komatsu, musique : Miho Komatsu, arrangements : Daisuke Ikeda, chant : Wands
    - Utilisé des épisodes 51 à 63.

  5. Dan Dan Kokoro Hikarete 'ku (Petit à petit, tu charmes mon cœur)
    - Paroles : Izumi Sakai, musique : Tetsurō Oda, arrangements : Takeshi Hayama, chant : Field of View
    - Utilisé pour le dernier épisode (64)
    - La musique défile à la fin de l'épisode pendant qu'est montré un récapitulatif de la vie de Son Goku.

#### Diffusion
- Version originale japonaise
  -  Japon : la série est passée sur Fuji TV à partir du 2 février 1996.
- Version française
  -  France : la série n'a jamais été diffusée sur une chaine hertzienne, contrairement à Dragon Ball et Dragon Ball Z, qui avaient été programmées dans le Club Dorothée, l'émission jeunesse de TF1. La diffusion télévisée de Dragon Ball GT s'est faite essentiellement sur des chaines satellites à partir de 1999.
  -  Belgique : la série a été diffusée dans son intégralité sur Club RTL.

### Téléfilm
- Dragon Ball GT : Cent ans après (26 mars 1997)

### Doublage
Tous les comédiens de doublage japonais sans exception reprennent leurs rôles respectifs des précédentes séries. Chaque personnage, même mineur, est doublé par un seiyū différent (sauf les personnages "de la même famille" comme Son Goku, Son Gohan et Son Goten ou Bulma et Bra).
En revanche, seuls Brigitte Lecordier (voix française de Son Goku enfant et de C-18), Céline Monsarrat (voix française de Bulma et Chichi), Thierry Redler (voix française de Son Goku adulte dans les dix premiers épisodes de Dragon Ball Z) et Julie Turin (Pan) participent à la version française de cette série. Gérard Surugue, qui interprétait Raditz au tout début de Dragon Ball Z, est également présent, mais dans les rôles de Kamé Sennin et Freezer. Tous les autres interprètes français sont nouveaux, et aucun comédien de l'édition française de Dragon Ball Z n'a participé à Dragon Ball GT excepté Éric Legrand et Mark Lesser pour les trois premiers épisodes sans oublier Antoine Nouel qui était l'une des voix de C-17 dans Dragon Ball Z est maintenant la voix de Trunks adulte et de Hercule Satan. Patrick Borg confirme dans une interview au Japan Expo 2008 qu'il n'a pas été rappelé pour refaire la voix de Son Goku adulte. Ce changement de voix n'a pas été repris dans Dragon Ball Z Kai et Dragon Ball Super car les comédiens habituels ont repris leur rôles dans ces séries, même si certains ont été remplacés.
- Shin Aomori (VF : ?) : Chi Shenron
- Fūrin Cha (VF : Thierry Mercier) : Ryan Shenron
- Shigeru Chiba (VF : Antoine Nouel) : Pilaf
- Hiroko Emori (VF : ?) : Chaozu
- Noriko Fukuda (VF : ?) : Infirmière
- Toshio Furukawa (VF : Marc Bretonnière) : Piccolo
- Tōru Furuya (VF : ?) : Yamcha
- Tesshō Genda (VF : Gérard Surugue) : Shu
- Daisuke Gōri (VF : Antoine Nouel) : Mr Satan
- Shō Hayami (VF : ?) : Zabon
- Yukitoshi Hori (VF : ?) : Bon Para
- Ryō Horikawa (VF : ?) : Roi Vegeta
- Ryō Horikawa (VF : Éric Legrand (épisode 1 et 2) puis Luc Boulad) : Vegeta
- Jun'ichi Kanemaru (VF : ?) : Sugoroku
- Nobuhiko Kazama (VF : ?) : Doma
- Atsushi Kisaichi (VF : Mark Lesser (épisode 1) puis Sébastien Desjours) : Oob
- Takeshi Kusao (VF : Antoine Nouel) : Trunks
- Tohru Inada (VF : ?) : Bizu
- Miki Itō (VF : Brigitte Lecordier) : C-18
- Hiroshi Masuoka (VF : Gérard Surugue) : Kamé Sennin
- Mami Matsui (VF : ?) : Vieille femme
- Yūko Minaguchi (VF : Julie Turin) : Pan
- Yūko Minaguchi (VF : Brigitte Lecordier) : Videl
- Ichiro Nagata (VF : ?) : Ribet
- Shigeru Nakahara (VF : Vincent Barazzoni) : C-17
- Ryūsei Nakao (VF : Gérard Surugue) : Freezer
- Reizō Nomoto (VF : Serge Bourrier) : Rou Dai Kaio Shin
- Masako Nozawa (VF : ?) : Baddack
- Masako Nozawa (VF : Mark Lesser (épisode 1 et 2) puis Sébastien Desjours) : Son Gohan
- Masako Nozawa (VF enfant : Brigitte Lecordier, VF adulte : Thierry Redler (épisode 1), Thierry Mercier) : Son Goku
- Masako Nozawa (VF : Marc Bretonnière (épisode 1 et 2) puis Vincent Barazzoni) : Son Goten
- Toku Nishio (VF : ?) : Mr Popo
- Yūsuke Numata (VF : Thierry Redler) : Baby
- Ryūzaburō Ōtomo (VF : ?) : Dabra
- Masaharu Satō (VF : ?) : Colonel Black
- Shinobu Satōchi (VF : Thierry Redler puis Brigitte Lecordier) : Giru
- Hidekatsu Shibata (VF : Lionel Melet) : Li Shenron
- Bin Shimada (VF : ?) : Sugoro
- Kaneto Shiozawa (VF : ?) : San Shenron
- Kōzō Shioya (VF : Marc Bretonnière) : Boo
- Kazuyuki Sogabe (VF : Jean-François Laley) : Professeur Myû
- Tomiko Suzuki (VF : ?) : Maron
- Hirotaka Suzuoki (VF : ?) : Ten Shin Han
- Hirotaka Suzuoki (VF : ?) : Dolltakki
- Kazunari Tanaka (VF : ?) : Don Para
- Mayumi Tanaka (VF : Thierry Mercier) : Krilin
- Mayumi Tanaka (VF : ?) : Shusugoro
- Naoki Tatsuta (VF : ?) : Oolong
- Kōji Totani (VF : ?) : Don Kia
- Hiromi Tsuru (VF : Naïke Fauveau) : Bra
- Hiromi Tsuru (VF : Céline Monsarrat) : Bulma
- Megumi Urawa (VF : ?) : Shira
- Kenji Utsumi (VF : Serge Bourrier) : Shenron
- Norio Wakamoto (VF : ?) : Cell
- Takeshi Watabe (VF : ?) : Mucchi Mocchi
- Naoko Watanabe (VF : Céline Monsarrat) : Chichi
- Eiko Yamada (VF : Naïke Fauveau) : Mai
- Shinichi Yamada (VF : ?) : Nut
- Ken Yamaguchi (VF : ?) : Suu Shenron
- Kiyoyuki Yanada (VF : Antoine Nouel) : Général Rild
- Jōji Yanami (VF : Marc Bretonnière) : Maître Kaiô
- Jōji Yanami (VF : Jean-François Laley puis Serge Bourrier) : Narrateur
- Kōji Yada (VF : Thierry Mercier) : Docteur Gero
- Shinichiro Yoda (VF : Vincent Barazzoni) : Kaiô Shin
- Shinichiro Yoda (VF : Vincent Barazzoni) : Kibito
- Hiro Yūki (VF : Eric Legrand (épisode 1) puis Luc Boulad) : Dendé
- Masako Katsuki (VF : Naïke Fauveau) : Otto
- Natsumi Yanase (VF : Joëlle Guigui (Arc Baby) puis Naiké Fauveau-Mellerin) : Pelace
- ? (VF : Thierry Mercier) : Ryu Shenron
- ? (VF : Luc Boulad) : Uu Shenron

## Produits dérivés

### DVD
Cette série a été éditée en coffret DVD en février 2005 (appelé DBGT Dragon Box), proposant la version originale japonaise (non sous-titrée), une image et un son restaurés ainsi que de nombreux bonus.
AB Vidéo a commencé en avril 2007 à sortir des DVD de Dragon Ball GT en version française.

### Publications
Anime comics
Il existe un anime comics japonais du téléfilm Cent ans après, concernant l'histoire de Son Goku Junior.
Notons également qu'une édition papier en anime comics de la série télévisée est publié dans le magazine Saikyō Jump (édition papier qui n'est donc pas dédiée uniquement à DBGT) à partir de décembre 2013.
En 2019, des anime comics exclusivement consacrés à Dragon Ball GT sont disponibles au Japon clôturant ainsi le projet de 2013 (qui, par ailleurs, restait inachevé).
Artbook / Databook
Deux databook intitulés Dragon Ball GT Perfect Files ont été édités en 1997 et réédités en 2006.
Un livret spécial "DragonBook" est fourni avec la quatrième Dragon Box de la série (ce sont des boîtes collector de DVD de la série Dragon Ball) édité en 2005, il inclut notamment un message manuscrit de Akira Toriyama ainsi que d'autres éléments assimilables à un artbook.